# La Croix-de-la-Rochette
La Croix-de-la-Rochette è un comune francese di 290 abitanti situato nel dipartimento della Savoia della regione dell'Alvernia-Rodano-Alpi.

## Società

### Evoluzione demografica
Abitanti censiti